# Bench (britisches Unternehmen)

Logo der Marke Bench

Bench (Eigenschreibweise: Bench.) ist eine 1989 in Manchester gegründete Modemarke, die aus der Skateboarding-Szene entstand. Sie wird heute in Lizenz vermarktet, in Europa von Apparel Brands Ltd. und in Amerika von Freemark Apparel Brands.

## Geschichte
Die Marke Bench wurde 1989 von Nayef Marar und Barry Suddons gegründet, die selbst Skateboard fuhren. Zunächst entwarfen sie T-Shirts, die vom Stil der BMX- und Skateboard-Szene inspiriert waren. Die Marke erlangte Aufmerksamkeit, als sie von Prominenten wie Robbie Williams, Liam Gallagher und Nicole Appleton getragen wurde.

1994 brachte Marar Bench in die 1991 gegründete Americana Imports Limited mit ein, 1998 kam Barry Suddons dazu; das Unternehmen wurde später in Bench Global Limited umbenannt, weitere Gründungen zusammen mit anderen Beteiligten folgten. 2004 verkauften Marar, Suddons und andere das Unternehmen Americana International und die Marke Bench an das eigene Management für 20 Millionen Pfund Sterling, unterstützt von der britischen Beteiligungsgesellschaft ISIS Equity Partners, die dafür 36 % der Anteile bekam. Im Laufe der Jahre expandierte das Unternehmen in weitere Bereiche des Modesegments und etablierte sich als „urbane Lifestyle-Marke für Männer, Frauen und Kinder“. Besonders bekannt wurde Bench für Hoodies und Kapuzenjacken mit einem großen Logo-Schriftzug.

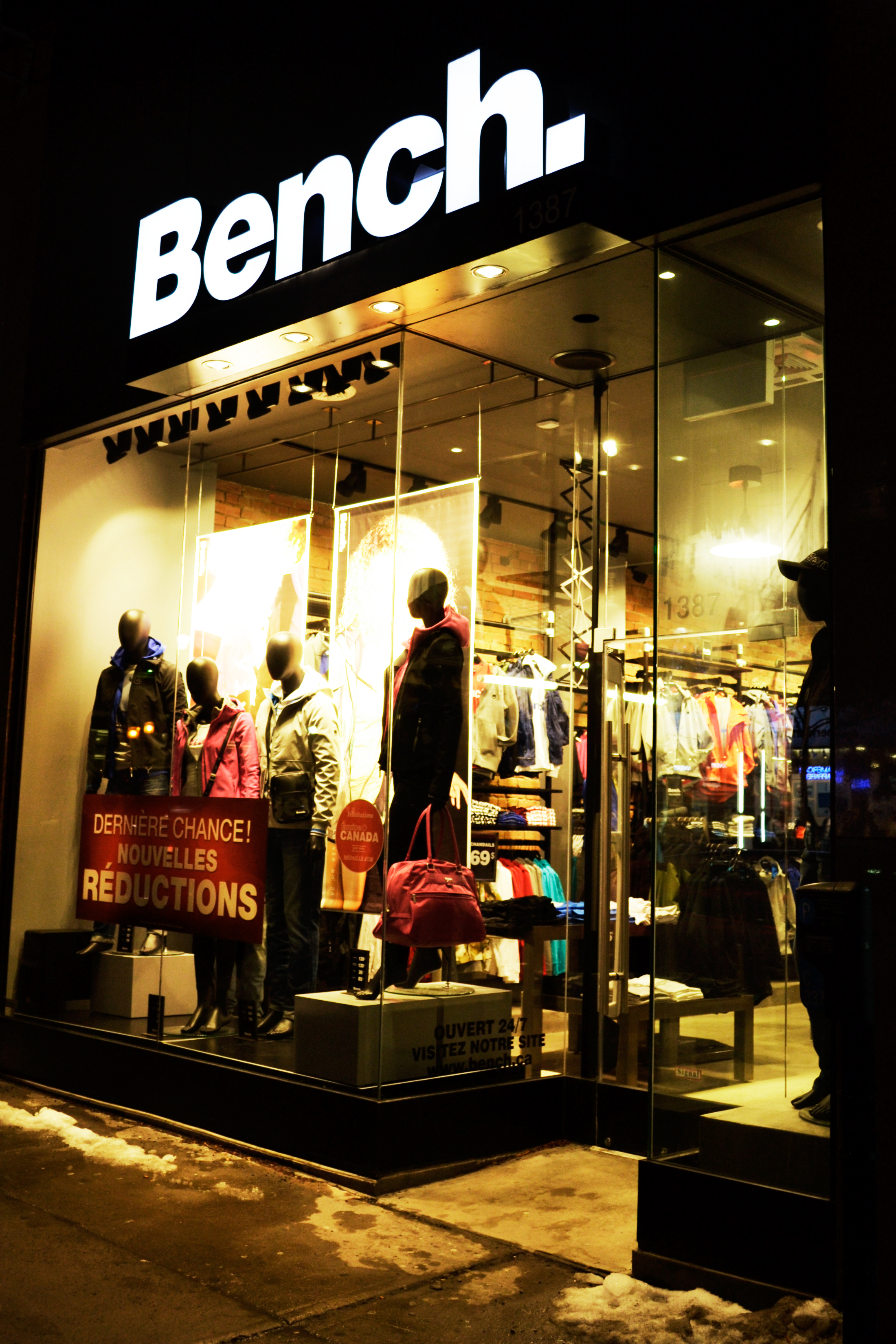
Bench-Geschäft in Montreal, 2014

Mitte der 2000er Jahre begann eine Partnerschaft mit dem kanadischen Vertriebshändler Freemark Apparel Brands (FAB Inc.) über die Distribution der Marke Bench in Kanada und den USA. 2007 übernahm die Londoner Beteiligungsgesellschaft Hg Capital das Unternehmen Americana International für 190 Millionen Pfund Sterling. 2011 machte Bench einen Umsatz von 150 Millionen Pfund und wies einen Gewinn von 18,3 Millionen Pfund aus.
Eigentümer von Americana International, und damit der Marke Bench, wurde ab Februar 2014 die deutsche Beteiligungsgesellschaft Emeram Capital Partners. Ab 2014 leitete der ehemalige Hugo-Boss- und Escada-Manager Bruno Sälzer die Bench-Sparte. 2016 machte Bench jedoch nur noch 53 Millionen Pfund Umsatz bei einem Verlust von 20 Millionen Pfund. Bis 2015 schloss das Unternehmen nach Restrukturierungsmaßnahmen die meisten seiner betriebseigenen Ladengeschäfte und führte nur noch wenige Standorte fort, beispielsweise in Großbritannien 20 Outlet-Geschäfte, in Deutschland die Geschäfte in Hamburg (2017 geschlossen) und Frankfurt am Main sowie 13 Outlets. 2016 konnte das Unternehmen aufgrund von logistischen Problemen seine Händler nicht beliefern, was mit einem Minus von 6,1 Millionen Euro und verlorenen Einzelhändlern einherging. Im März 2018 zog sich Sälzer aus dem Tagesgeschäft bei Bench zurück. An seiner Beteiligung von 15 Prozent an der Tochtergesellschaft Emeram Urbanics Holding Ltd., zu welcher Bench im Emeram-Portfolio gehörte, hielt Sälzer jedoch fest.
Ende April 2018 wurde in Manchester ein Insolvenzverfahren über Bench Ltd. eröffnet, von dem auch die deutsche Konzerntochter betroffen war. Damals gab es noch 20 Outlets in Großbritannien, 12 in Deutschland sowie je zwei in Österreich und in den Niederlanden.
Im Juli 2018 übernahm die US-amerikanische Beteiligungsgesellschaft Gordon Brothers Group LLC die britische Bench Ltd. und alle Bench-Markenrechte. Die Bench International GmbH und die Bench International Retail GmbH in München wurden abgewickelt, die Ladengeschäfte geschlossen. Damit verschwand die Marke vom deutschen Markt.
Im April 2020 verkaufte Gordon Brothers die weltweiten Rechte (außer Nord- und Südamerika) an Bench an die Investmentgesellschaft Wraith, die zu dem ehemaligen Bench-Lizenznehmer Apparel Brands Limited gehört. Im Juli 2019 brachte Apparel Brands Bench wieder auf den britischen und deutschen Markt. Die Bench-Rechte für den amerikanischen Kontinent hält weiterhin Freemark Apparel Brands aus Kanada.